# Piwnitschne
Piwnitschne (ukrainisch Північне; russisch Пивничное/Piwnitschnoje) ist eine Siedlung städtischen Typs in der Oblast Donezk im Osten der Ukraine mit etwa 10.000 Einwohnern.

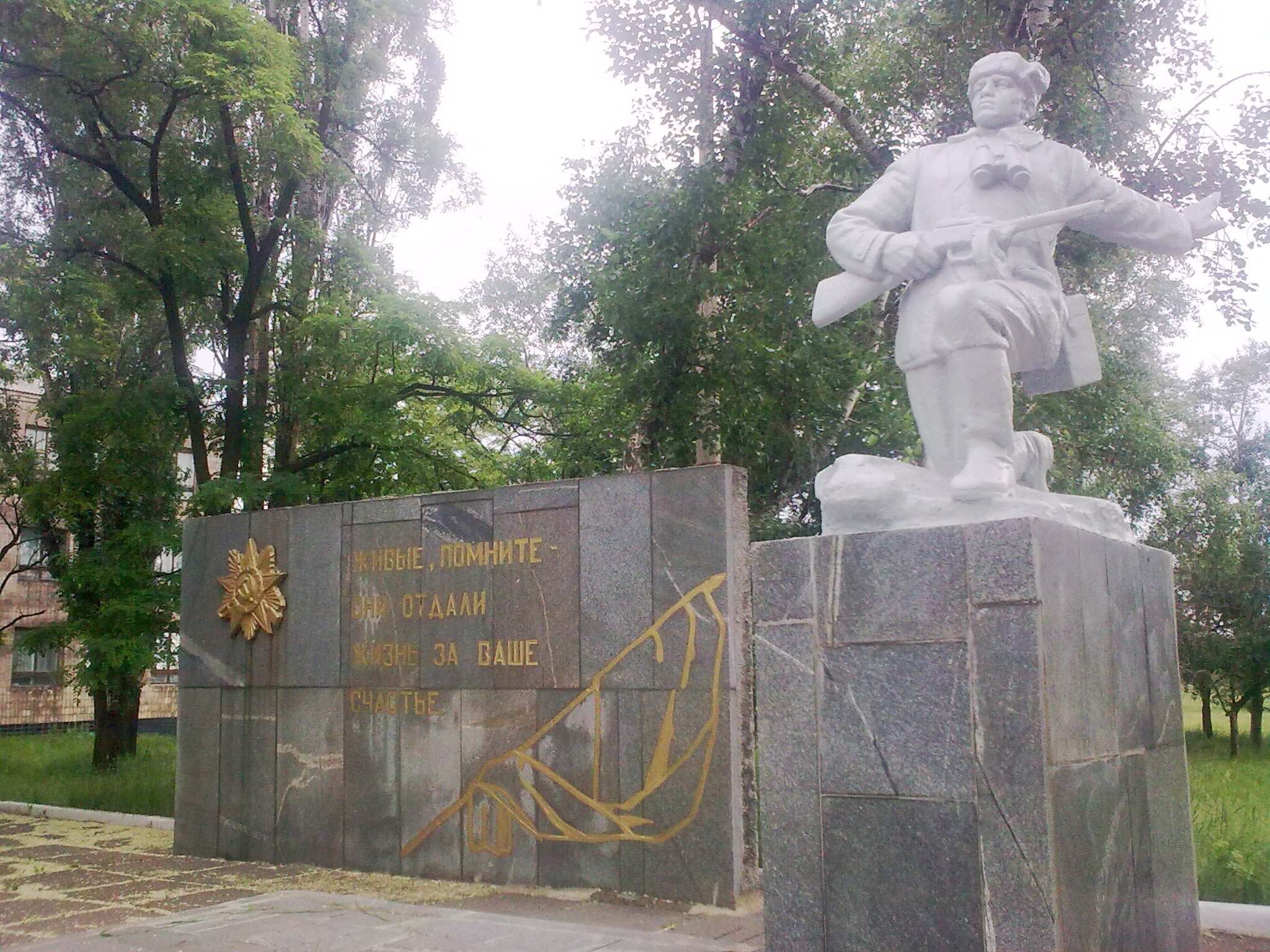
Kriegerdenkmal im Ort

Piwnitschne liegt im westlichen Donezbecken etwa 5 Kilometer östlich des Stadtzentrums von Torezk und 46 Kilometer nördlich vom Oblastzentrum Donezk entfernt, durch den Ort verläuft die Bahnstrecke Poltawa–Rostow und östlich des Ortskernes der Siwerskyj-Donez-Donbas-Kanal (Канал Сіверський Донець — Донбас).
Die Siedlung städtischen Typs entstand im 18. Jahrhundert und wurde ab 1896 Північна Рудника/Piwnitschna Rudynka („Nördliche Kohlemine“), 1936 wurde sie zu Ehren von Sergei Mironowitsch Kirow, einem sowjetischen Parteifunktionär, in Kirowe (ukrainisch Кірове; russisch Кирово/Kirowo) umbenannt. Der Ort entwickelte sich nach der Entdeckung von Kohlevorkommen ab Ende des 19. Jahrhunderts zu einem Bergbauort, 1938 erhielt er den Status einer Siedlung städtischen Typs zuerkannt.
Im Verlauf des Ukrainekrieges liegt der Ort seit 2015 nahe der Frontlinie zu den von den Separatisten kontrollierten Gebieten.
Am 19. Mai 2016 wurde der Ort im Zuge der Dekommunisierung der Ukraine auf den Namen Piwnitschne umbenannt.
Am 12. Juni 2020 wurde die Siedlung ein Teil der neugegründeten Stadtgemeinde Torezk, bis dahin bildete sie zusammen mit der Siedlung städtischen Typs Kurdjumiwka und den Ansiedlungen Datschne (Дачне), Dylijiwka (Диліївка), Druschba (Дружба), Osarjaniwka (Озарянівка) und Schumy (Шуми) die gleichnamige Siedlungsratsgemeinde Piwnitschne (Північна селищна рада/Piwnitschnna selyschtschna rada) als Teil der Stadtratsgemeinde Torezk.
Am 17. Juli 2020 wurde der Ort ein Teil des Rajons Bachmut.
Im Zuge der russischen Herbstoffensive 2024 und dem Vorrücken auf Torezk wird das Stadtgebiet von Piwnitschne seit Ende September 2024 weitestgehend von den russischen Streitkräften kontrolliert.